# Giải quần vợt Úc Mở rộng 2020 - Đôi nam huyền thoại
Mansour Bahrami và Mark Philippoussis là đương kim vô địch, nhưng không đánh cặp cùng nhau. Bahrami đánh cặp với Fabrice Santoro, trong khi đó Philippoussis đánh cặp với Tommy Haas.

## Bốc thăm

### Từ viết tắt
| - Q = Vòng loại - WC = Đặc cách - LL = Thua cuộc may mắn - Alt = Thay thế - SE = Miễn đặc biệt | - PR = Bảo toàn thứ hạng - w/o = Thắng nhờ đối thủ rút lui trước trận đấu - r = Bỏ cuộc giữa trận đấu - d = Bị xử thua - SR = Xếp hạng đặc biệt |

### Vòng chung kết
|  | Chung kết |  |  |  |  |  |
|  |           |  |  |  |  |  |
|  |           |  |  |  |  |  |
|  |           |  |  |  |  |  |

### Vòng bảng
|   |                                 | McEnroe  | Haas Philippoussis | Björkman Johansson | Leconte Woodbridge | Bahrami Santoro    | Cash Woodforde          | Ferreira Ivanišević | Muster Wilander         | RR W–L | Set W–L | Game W–L | Thứ hạng |
| 1 | John McEnroe Patrick McEnroe    |          |                    |                    |                    |                    |                         |                     | 4–2, 4–1                | 1–0    | 2–0     | 8–3      |          |
| 2 | Tommy Haas Mark Philippoussis   |          |                    | 4–3(5–1), 4–3(5–3) | 3–4(3–5), 4–1, 4–1 |                    |                         |                     | 4–0, 1–4, 4–3(5–2)      | 3–0    | 6–2     | 28–19    |          |
| 3 | Jonas Björkman Thomas Johansson |          | 3–4(1–5), 3–4(3–5) |                    |                    |                    |                         | 1–4, 4–2, 4–3(5–2)  |                         | 1–1    | 2–3     | 15–17    |          |
| 4 | Henri Leconte Todd Woodbridge   |          | 4–3(5–3), 1–4, 1–4 |                    |                    |                    |                         | 3–4(1–5), 4–1, 4–2  |                         | 1–1    | 3–3     | 17–18    |          |
| 5 | Mansour Bahrami Fabrice Santoro |          |                    |                    |                    |                    | 4–3(5–2), 4–2           | 4–2, 3–4(2–5), 4–2  |                         | 2–0    | 4–1     | 19–13    |          |
| 6 | Pat Cash Mark Woodforde         |          |                    |                    |                    | 3–4(2–5), 2–4      |                         |                     | 4–1, 3–4(4–5), 4–3(5–1) | 1–1    | 2–3     | 16–16    |          |
| 7 | Wayne Ferreira Goran Ivanišević |          |                    | 4–1, 2–4, 3–4(2–5) | 4–3(5–1), 1–4, 2–4 | 2–4, 4–3(5–2), 2–4 |                         |                     |                         | 0–3    | 3–6     | 24–31    |          |
| 8 | Thomas Muster Mats Wilander     | 2–4, 1–4 | 0–4, 4–1, 3–4(2–5) |                    |                    |                    | 1–4, 4–3(5–4), 3–4(1–5) |                     |                         | 0–3    | 2–6     | 18–28    |          |